# Afrikaanse bisschopsooievaar
De Afrikaanse bisschopsooievaar (Ciconia microscelis), ook wel Afrikaanse wolnekooievaar genoemd, is een vogel uit de familie der ooievaars. De vogel werd in 1848 door George Robert Gray als soort beschreven. De Nederlandse naam is een verwijzing naar zijn zwart-witte verenkleed dat doet denken aan de kleding van geestelijken. De soort werd lang als ondersoort beschouwd, want sterk gelijkend op de Aziatische bisschopsooievaar (C. episcopus). Sinds 2023 staat dit taxon als soort op de IOC World Bird List.

## Kenmerken
De vogel is 86 tot 95 cm lang. De vogel is overwegend blauw tot purper glanzend zwart, met witte, opvallend zachte nekveren. De staart is zwart en gevorkt, maar dit is onzichtbaar door de lange onderstaartdekveren. Jonge vogels zijn doffer van kleur. De Afrikaanse soort verschilt in pootkleur (donker, terwijl de Aziatische ondersoort vuilrode poten heeft) en de donkere veren op de kop. Bij de Afrikaanse ondersoort gaat het zwart geleidelijk over in wit, terwijl bij de Aziatische ondersoort een duidelijke afscheiding bestaat tussen het zwart en wit.

## Verspreiding en leefgebied
Deze ooievaar komt voor in Sub-Saharisch Afrika van Senegal in het westen tot in Eritrea en zuidelijk tot in het noorden van Botswana en het oosten van Zuid-Afrika.
Het leefgebied bestaat uit draslanden zoals rivieren, overstromingsvlakten, moerassen. In Oost-Afrika wordt de vogel vaak aan de kust waargenomen in riviermondingen, koraalriffen en  mangroven. Komt soms ook voor op savannegebieden en in bij bergmeren tot 3000 m boven de zeespiegel.

## Status
De Afrikaanse bisschopsooievaar heeft een groot verspreidingsgebied en daardoor is de kans op de status  kwetsbaar (voor uitsterven) gering. De grootte van de wereldpopulatie werd in 2014 geschat op 10 tot 100 duizend individuen.Men veronderstelt dat de soort in aantal stabiel is. Om deze redenen staat deze ondersoort als niet bedreigd op de Rode Lijst van de IUCN.